# Manfred Emcke
Manfred Emcke (* 4. März 1933 in Neumünster/Holstein) war ein deutscher Industriemanager und Wirtschaftsberater, der in den 1960er bis 1980er Jahren bei verschiedenen Unternehmen leitende Positionen innehatte.

## Herkunft
Emckes Vater, Max Emcke, war Rechtsanwalt und Notar und nach dem Zweiten Weltkrieg erster Oberbürgermeister von Kiel; zeitweise gehörte er auch dem Kieler Landtag an. Manfred Emcke wuchs in Kiel auf. Nach dem Schulbesuch – ohne Abschluss – absolvierte er eine Ausbildung zum Außenhandelskaufmann in Hamburg, London und Paris. In Cambridge studierte er englisches Recht und trat dann, mit 23 Jahren, als Direktionsassistent bei Krupp ein. Die Leitung von Krupp Canada übernahm Emcke bereits zwei Jahre später. Später wurde er Geschäftsführer der deutschen Filiale der Clark Maschinenfabrik.

## Vorwerk (1966–1973)
Emcke übernahm 1966 die Leitung des Wuppertaler Teppich- und Haushaltsgeräte-Unternehmens Vorwerk, erst als Generalbevollmächtigter und ab 1969 als persönlich haftender Gesellschafter und Vorsitzender der Unternehmensleitung. Durch radikale Umstrukturierungen und Modernisierungen veränderte er das Unternehmen grundlegend. Dabei erwarb sich Emcke das Image als entschlossener Sanierer, Expansionstreiber und Umsatzförderer: Er trennte die Geschäftsbereiche Elektrogeräte, Teppiche und Möbelstoffe voneinander. Zudem setzte er durch, dass Angehörige der Firmeninhaber nur in Führungspositionen aufsteigen durften, wenn sie sich in anderen Unternehmen bewährt hatten. Diese Maßnahmen führten zu einem signifikanten Umsatzwachstum: Der Umsatz von Vorwerk stieg zwischen 1967 und 1972 von 280 Millionen DM auf 620 Millionen DM.

## Reemtsma (1974–1975)
1974 wechselte Emcke zum Zigarettenkonzern Reemtsma Cigarettenfabriken GmbH, wo er als Vorstandsvorsitzender den angeschlagenen Zigarettenkonzern sanieren sollte. Der Marktanteil, der in den 60er Jahren knapp 50 % betrug, war auf etwa 36 % gesunken. Trotz erheblicher Erfolge, darunter die Einführung einer neuen Marketingstrategie und der Verkauf unrentabler Firmenanteile, geriet er in Konflikt mit der Reemtsma-Eigentümerfamilie. Seine Pläne, das Unternehmen in eine Holding umzuwandeln und strategische Partnerschaften einzugehen, stießen auf Widerstand. Nach einem internen Machtkampf trat Emcke 1975 mit einer Abfindung von über zehn Millionen DM zurück.

## Berater im Verteidigungsministerium (1981)
1981 wurde Emcke von Hans Apel (SPD) als Berater des Verteidigungsministeriums engagiert. Dort wurde er beauftragt, „mit industriellem Sachverstand“ die Effizienz der Rüstungsplanung im Verteidigungsministerium zu untersuchen. Das 1982 von Emcke und McKinsey erstellte Gutachten ergab, dass im Rüstungsbereich des Verteidigungsministeriums rund 400 Mitarbeiter überflüssig waren. Minister Apel führte daraufhin ein verbessertes Controlling ein. Emckes Tätigkeit als „One-Dollar-Man“ endete jedoch bald, als die sozialliberale Koalition zerbrach.
Eine weitere öffentliche Beratungsfunktion übernahm Emcke 1982 als Werftbeauftragter des Bremer Senats, kündigte dieses Amt aber im Juni 1983 wieder, nachdem es offenbar zu Differenzen mit Wirtschaftssenator Karl Willms um die Bremische Werftpolitik gekommen war. Immerhin wurde Emcke ein wichtiger Anteil am Zustandekommen der großen Werftenlösung in Bremen zugeschrieben. 1984 wurde er in den Aufsichtsrat der Hamburger Messe und Congress GmbH (HMC) berufen und gleichzeitig Berater des Hamburger Senats für die geplante Wirtschaftsförderungsgesellschaft der Stadt.

## Puma (1987–1988)
Emcke wurde 1987 von der Deutschen Bank als Sanierer und Aufsichtsratsvorsitzender bei Puma eingesetzt. Trotz seiner Bemühungen konnte er den Abstieg des Unternehmens nicht vollständig aufhalten. Er ernannte Hans Woitschätzke zum Chef-Manager, Puma litt aber weiterhin unter hohen Verlusten, insbesondere in den USA. Letztlich musste die Dassler-Familie das Unternehmen verkaufen.
Finanziell abgesichert durch hohe Abfindungen aus seiner Managertätigkeit, ist Emcke seither als Wirtschaftsberater –  er selbst spricht von „Unternehmer“-Berater – sowie als „Berufsaufsichtsrat“ tätig. Er war Aufsichtsratsvorsitzender der Deckel AG (München) und Mitglied in Aufsichtsräten namhafter Unternehmen wie Tchibo AG, Orenstein & Koppel AG, Continental Gummiwerke, Andreas-Noris-Zahn AG, Bremer Vulkan AG und Hapag-Lloyd AG.

## Privates
Manfred Emcke war seit 1958 mit Anita Siller (* 5. April 1929; † 12. Oktober 2006) verheiratet, die in Buenos Aires aufwuchs, nachdem die Familie 1932 dorthin ausgewandert war. Aus der Ehe gingen zwei Kinder hervor: Jan-Matthias und die Journalistin und Schriftstellerin Carolin Emcke. Emcke spricht fließend Englisch und Französisch. Mit Alfred Herrhausen, dem Vorstandssprecher der Deutschen Bank, verband ihn eine enge Freundschaft, die sich aus der beruflichen Verbindung in den 1970er Jahren entwickelte. Diese Beziehung entstand während Emckes Zeit bei Vorwerk, als Herrhausen für die Wuppertaler Filiale der Deutschen Bank zuständig war.